# Liste des parcs régionaux italiens
 (janvier 2018).
Les parcs régionaux italiens se composent de zones terrestres, de rivières, de lacs et éventuellement de zone liées à la mer, donnant sur la côte, présentant un grand intérêt sur le plan environnemental et naturel, qui constituent, dans une ou plusieurs régions voisines, un système homogène, identifié par la structure des lieux naturels, l'intérêt des paysages et les traditions culturelles des populations locales.
Les parcs régionaux ont été réglementés par le décret 616/77 qui a transféré les compétences en matière d'aires protégées aux régions. Actuellement la liste officielle des parcs régionaux, mise à jour en 2003.) comprend 105 parcs régionaux couvrant une superficie d'environ 1 200 000 hectares. La liste ci-dessous comprend en outre les autres parcs régionaux, qui ne sont pas inclus dans l'EUAP :

## Abruzzes
- Parc naturel régional du Sirente-Velino

## Basilicate
- Parc de la Murgia Materana
- Parc naturel de Gallipoli Cognato - Piccole Dolomiti Lucane
- Parcs régionaux non inclus dans la liste officielle EUAP : 
  - Parc Naturel Régional des Vautours

## Calabre
- Parc côtier-marin de la Costa Viola[2]
- Parcs régionaux non inclus dans la liste officielle EUAP :
  - Parc naturel régional de Serre

## Campanie
- Parc naturel Diecimare
- Parc régional Monti Picentini
- Parc régional du Partenio
- Parc régional du Matese
- Parc naturel régional de Roccamonfina-Foce Garigliano
- Parc naturel régional du Taburno-Camposauro
- Parcs régionaux non inclus dans la liste officielle EUAP
  - Parc régional des Champs Phlégréens
  - Parc régional du bassin hydrographique du fleuve Sarno
  - Parc naturel régional des Monts Lattari

## Émilie-Romagne
- Parc fluvial régional du Taro
- Parc fluvial régional du Stirone

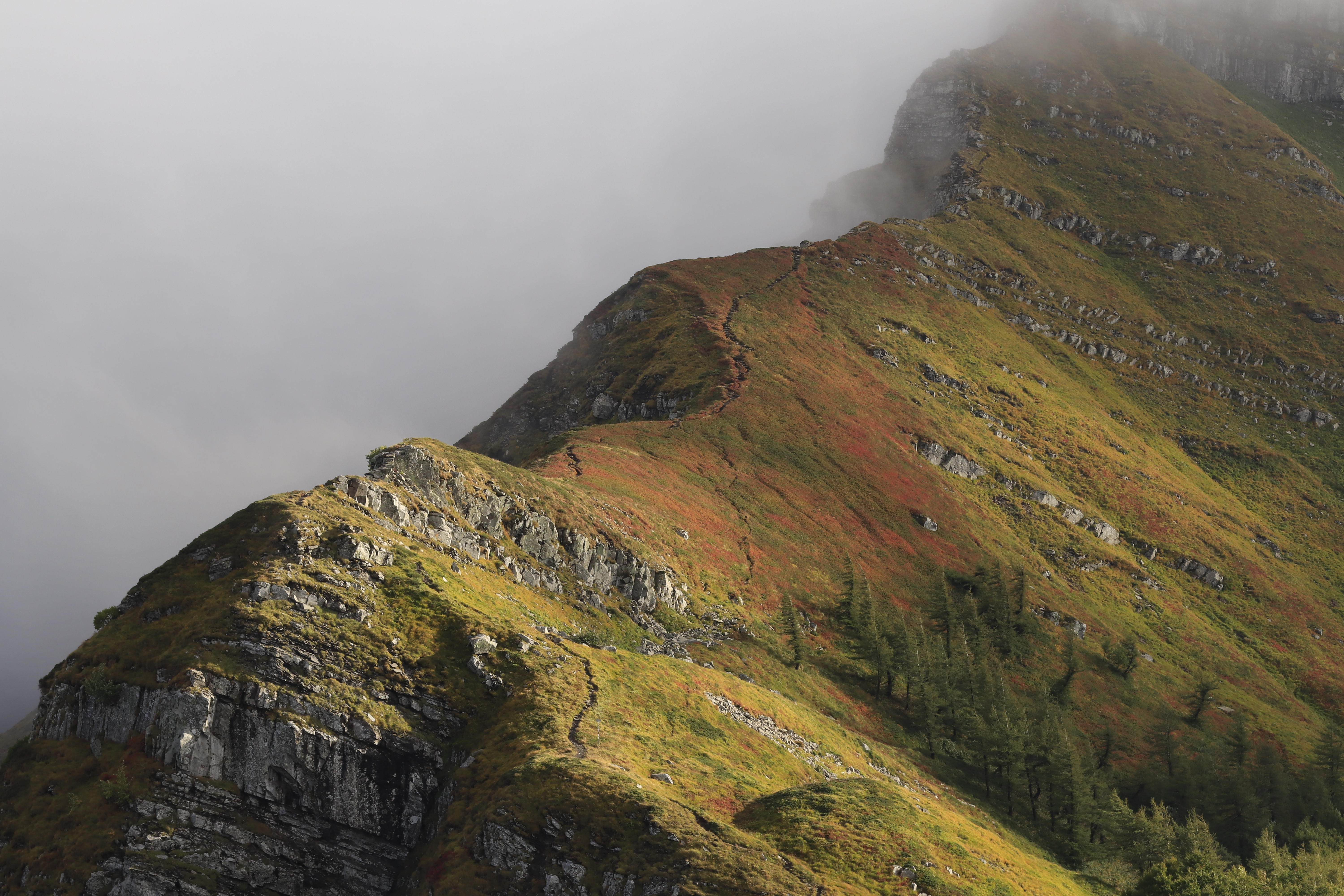
Temps gris dans le Parco regionale del Corno alle Scale, un parc régional italien. Septembre 2021.

- Parc naturel régional des Boschi di Carrega
- Parc naturel régional des Gessi Bolognesi e Calanchi dell'Abbadessa
- Parc naturel régional de Sasso Simone et Simoncello (interrégional)
- Parc naturel régional des Sassi di Roccamalatina
- Parc naturel régional du Corno alle Scale
- Parc régional du delta du Pô d'Émilie-Romagne
- Parco regionale dell'Alto Appennino Modenese
- Parco regionale dell'Alto Appennino Reggiano (Gigante)
- Parco regionale delle Valli del Cedra e del Parma
- Parco regionale dell'Abbazia di Monteveglio
- Parco regionale dei laghi Suviana e Brasimone
- Parco regionale storico di Monte Sole
- Parco regionale della Vena del Gesso Romagnola - non incluso nell'EUAP
- Parc fluvial du Panaro[3] - (en cours de constitution)

## Frioul-Vénétie Julienne
- Parc naturel régional des Dolomites frioulanes
- Parc naturel régional des Préalpes juliennes

## Latium
- Parc de l'Inviolata
- Parc naturel régional de l'Apennin - Monts Simbruini
- Parc régional des Castelli Romani
- Parc régional naturel des Monts Lucrétiliens
- Parc naturel régional Appia antica
- Parc naturel de Veio
- Parc naturel des Monts Aurunci
- Parc naturel régional du complexe lacustre Bracciano - Martignano
- Parc régional Marturanum
- Parc régional de Gianola et du Mont de Scauri
- Parc urbain de l'antique ville de Sutri
- Parc naturel régional Valle del Treja
- Parc régional Riviera di Ulisse - non inclus dans l'EUAP
- Parc régional de Véies

## Ligurie
- Parc naturel régional de l'Antola
- Parc naturel régional de l'Aveto
- Parc naturel régional del Beigua
- Parc naturel régional de Bric Tana
- Parc naturel régional de Porto Venere
- Parc naturel régional de Montemarcello - Magra
- Parc naturel régional de Piana Crixia
- Parc naturel régional de Portofino

## Lombardie
- Parc régional de l'Adamello
- Parc naturel régional du Mincio
- Parc naturel régional du Monte Barro
- Parc naturel régional de Montevecchia et de la vallée de Curone
- Parc naturel régional de la vallée du Lambro
- Parc naturel lombard de la vallée du Tessin
- Parcs régionaux non inclus dans la liste officielle EUAP
  - Parco dell'Adda Nord
  - Parco dell'Adda Sud
  - Parco Alto Garda Bresciano
  - Parco del Campo dei Fiori
  - Parco della Grigna Settentrionale
  - Parco dei Colli di Bergamo
  - Parco delle Groane
  - Parco Agricolo Sud Milano
  - Parco Nord Milano
  - Parco dell'Oglio Nord
  - Parco dell'Oglio Sud
  - Parco delle Orobie Bergamasche
  - Parco delle Orobie Valtellinesi
  - Parco della Pineta di Appiano Gentile e Tradate
  - Parco del Monte Netto
  - Parco del Serio
  - Parco Spina Verde di Como
  - Parco del Bernina, del Disgrazia, della Val Masino e della Val Codera
  - Parco del Livignese

## Marches
- Parc naturel régional du Mont San Bartolo
- Parc naturel régional de Sasso Simone et Simoncello (interrégional)
- Parc naturel régional de la Gola della Rossa et Frasassi
- Parc naturel régional du Conero

## Ombrie
- Parc naturel régional du Mont Cucco
- Parc naturel régional du Mont Subasio
- Parc naturel régional du Lac Trasimène
- Parc naturel régional du Colfiorito
- Parc fluvial du Nera
- Parc fluvial du Tibre

## Piémont
- Parc naturel Alta Val Sesia et Alta Val Strona
- Parc naturel des lac d'Avigliana
- Parc naturel des Lagoni de Mercurago
- Parc naturel du Bosco delle Sorti della Partecipanza di Trino
- Parc naturel du Gran Bosco di Salbertrand
- Parc naturel du Mont Fenera
- Parc naturel du Sacro Monte di Crea
- Parc naturel de l'Alta Valle Pesio e Tanaro
- Parc naturel de la Collina di Superga
- Parc naturel du Val Troncea
- Parc naturel de la vallée du Tessin
- Parc naturel des Capanne di Marcarolo
- Parc naturel des Lame del Sesia
- Parc naturel de Rocchetta Tanaro
- Parc naturel de Stupinigi
- Parc naturel Orsiera-Rocciavrè
- Parc naturel de l'Alpe Veglia-Alpe Devero
- Parc naturel des Alpes maritimes
- Parc naturel d'intérêt provincial du Lac de Candia
- Parc naturel d'intérêt provincial du Col du Lys (it)
- Parc naturel d'intérêt provincial du Monte tre Denti - Freidour (it)
- Parc naturel de La Mandria
- Parc fluviale Gesso e Stura
- Parc naturel de l'Alta Valle Antrona

## Pouilles
- Parc naturel régional Lama Balice
- Parc naturel régional de l'île de Sant'Andrea et de la côte de Punta Pizzo
- Parc naturel régional des dunes côtières de Torre Canne à Torre San Leonardo
- Réserve naturelle régionale orientée Palude del Conte et Dune Côtière - Porto Cesareo
- Parc naturel régional de la côte d'Ugento
- Parc naturel régional Bosco e paludi di Rauccio
- Parc naturel régional de Porto Selvaggio et Palude del Capitano
- Parc naturel régional Salina di Punta della Contessa
- Parc naturel régional Bosco Incoronata
- Parc naturel régional Costa Otranto-Santa Maria di Leuca et Bosco di Tricase
- Parc naturel régional du fleuve Ofanto
- Parc naturel régional Terra delle Gravine

## Sardaigne
- Parc naturel régional de Porto Conte
- Parcs régionaux non inclus dans la liste officielle EUAP
  - Parc régional Molentargius - Saline
  - Parc du Limbara
  - Parc des Sulcis
  - Parc de Marghine et Goceano
  - Parc de Sinis - Montiferru
  - Parc du Mont-Arci
  - Parc de la Giara di Gesturi
  - Parc du Monte Linas - Oridda - Marganai
  - Parc des Sette Fratelli - Monte Genas
- Parc naturel régional de Tepilora, Sant'Anna et Rio Posada

## Sicile
- Parc de l'Etna
- Parc naturel régional des Madonie
- Parc du Nebrodi
- Parc fluvial de l'Alcantara
- Parc des monts Sicanes - (en cours de constitution)

## Toscane
- Parc naturel de la Maremme
- Parc naturel de Migliarino-San Rossore-Massaciuccoli
- Parc naturel régional des Alpes Apuanes
- Parc interprovincial de Montioni
- Parc provincial des monts de Livourne
- Promontoire de l'Argentario

## Trentin-Haut-Adige
- Province autonome de Trente
  - Parc naturel Adamello Brenta
  - Parc naturel Paneveggio - Pale di San Martino
- Province autonome de Bolzano
  - Parc naturel des Tre Cime
  - Parc naturel Vedrette di Ries - Aurina
  - Parc naturel Puez-Odle
  - Parc naturel Monte Corno
  - Parc naturel Sciliar-Catinaccio
  - Parc naturel Fanes - Sennes et Braies
  - Parc naturel Gruppo di Tessa

## Vallée d'Aoste
- Parc naturel du Mont-Avic

## Vénétie
- Parc régional des Colli Euganei
- Parc régional du Delta du Pô (Vénétie)
- Parc naturel des Dolomites d'Ampezzo
- Parc naturel régional du fleuve Sile
- Parc naturel régional de la Lessinia